# Роланд III Ратот
Роланд (III) Ратот (венг. Rátót nembeli (III.) Roland; умер в ноябре 1336 года) — венгерский дворянин, ишпан графств Шопрон и Ваш (1333—1336).

## Семья и карьера
Роланд III родился во влиятельном и престижном венгерском роде (клане) Ратот. Один из сыновей Роланда II Ратота, который служил палатином Венгрии на рубеже XIII-XIV веков. У него было три брата. Самый старший из них, Дезидерий II, был предком знатного рода Jolsvai (ранее Гедеи), который пресекся в 1427 году. Другой его брат, Леустах IV, сменил Роланда на посту ишпана после его смерти в 1336 году. Третий брат, Иштван III, упоминался только один раз в 1321 году .
Роланд III Ратот был женат на дочери Иштвана II Чака, знатного магната и ключевого сторонника короля Карла Роберта в 1300-х годах. У них не было детей.
Братья впервые появляются в исторических документах в 1321 году. Несмотря на то, что их отец был важным доверенным лицом Карла Роберта вплоть до его смерти в 1307 году, его сыновья Роланд III и Леустах IV не были включены в группу баронов . Роланд III был впервые упомянут как ишпан графств Шопрон и Ваш в ноябре 1333 года. Роланд также владел замком Кёсег, в то время как он занимал обе должности. Роланд был в последний раз упомянут как живой в мае 1336 года. Он умер в ноябре того же года.